# Garip
Garip (türkisch für seltsam oder fremdartig) war eine türkische Dichtergruppe. Alternativ wurde diese Strömung auch Erste Neue (türkisch Birinci Yeni) genannt.
Sie bestand aus Orhan Veli, Oktay Rifat und Melih Cevdet, die schon seit ihrer Oberschulzeit befreundet waren. Dabei war Orhan Veli der bekannteste Vertreter der Gruppe. Nach dessen Tod 1950 entwickelten die beiden verbliebenen Freunde ihren Stil individuell weiter und begannen auch Romane und Theaterstücke zu schreiben. Die Gedichte der Gruppe wurden in mehreren Literaturzeitungen veröffentlicht, vor allem in „Varlık“ (Existenz).
Der Name Garip drückt einen Bruch mit den herkömmlichen, als dekadent empfundenen Stilmitteln der osmanisch-türkischen Poesie aus. Stilistisch zeichnen sich Orhan Velis Gedichte durch die Aufnahme volkssprachlicher wie auch surrealistischer Elemente aus. Damit drückt sich auch ein sozialkritischer Ansatz aus.
Ein Beispiel hierfür ist das Gedicht „bedava“ („Kostenlos“) von Orhan Veli:
| bedava Bedava yaşıyoruz, bedava; Hava bedava, bulut bedava; Dere tepe bedava; Yağmur çamur bedava; Otomobillerin dışı, Sinamaların kapısı, Camekânlar bedava; Peynir ekmek değil ama Acı su bedava; Kelle fiyatına hürriyet, Esirlik bedava; Bedava yaşıyoruz, bedava. | Kostenlos Kostenlos leben wir, kostenlos. Die Luft ist kostenlos, die Wolken kostenlos, Berg und Tal kostenlos, Regen und Schlamm kostenlos. Autos von außen, Die Türen der Kinos, Schaufenster sind kostenlos. Brot und Käse nicht, Aber schales Wasser ist kostenlos; Die Freiheit kostet den Kopf, Die Sklaverei ist kostenlos; Kostenlos leben wir, kostenlos. |

Als Gegenbewegung dazu entstand 1956 die literarische Bewegung Zweite Neue.